# 山荘通
山荘通（）は、福岡県福岡市中央区の地名。現行の行政地名は　山荘通三丁目（住居表示実施済）。面積は0.70ヘクタール。2023年3月末現在の人口は149人。郵便番号は810-0018。

## 地理
福岡市の都心とされる中央区天神の南約2.1キロメートル、同区のやや南寄りに位置する。
北北西で平丘町（）と、
東南東で平尾（）と、
南及び西北西で平尾浄水町（）と隣接している。周辺の平丘町や平尾浄水町と同様に閑静な住宅地である。

### 都市計画
都市計画に関しては、「福岡市都市計画マスタープラン」において定められた方針については次のとおりである。
土地利用については、戸建住宅などの低層住宅が大部分を占めるが、一部中高層住宅などが立地する「低中層住宅ゾーン」に位置付けられ、周辺地区と同様に、低層住宅と中層住宅の調和などがまちづくりの視点とされている。用途地域については次のとおりである。町内の全域が第一種中高層住居専用地域に指定されている。
建築基準法に基づく建築協定については、次の区域について協定が定められ、住宅地としての環境を高度に維持促進することについて協定が締結されており、通常の用途地域の規制に加えて、さらに建築物の高さ、用途等に関する制限が加えられている。
- 「平尾3丁目・4丁目・平丘町・平尾浄水町・山荘通建築協定」[注釈 1]

## 語源
地名は、1806年（文化3年）に福岡で生まれた野村望東尼（）の隠棲した平尾山荘があったことによる。

## 歴史

### 町域の変遷
1941年（昭和16年）からの地名で、はじめは山荘通一丁目から三丁目までであったが、1972年（昭和47年）に一部が中央区平尾一丁目から五丁目までになり、山荘通には一丁目及び二丁目がなくなり、三丁目のみとなった。

## 人口
山荘通について、それぞれ人口の推移を福岡市の住民基本台帳（公称町別）に基づき示す（単位：人）。集計時点は各年9月末現在である。
- 2001年（平成13年）：162
- 2002年（平成14年）：165
- 2003年（平成15年）：169
- 2004年（平成16年）：167
- 2005年（平成17年）：157
- 2006年（平成18年）：160
- 2007年（平成19年）：152
- 2008年（平成20年）：149
- 2009年（平成21年）：147
- 2010年（平成22年）：148
- 2011年（平成23年）：152
- 2012年（平成24年）：144
- 2013年（平成25年）：150
- 2014年（平成26年）：153
- 2015年（平成27年）：152
- 2016年（平成28年）：152
- 2017年（平成29年）：151
- 2018年（平成30年）：149
- 2019年（令和元年）：150
- 2020年（令和2年）：139
- 2021年（令和3年）：141
- 2022年（令和4年）：151

## 交通

### 道路
主な幹線道路は次の通り。

#### 都市高速道路
都市高速道路としては、町外ではあるが、北方に福岡高速環状線が通っており、最寄りの出入口は次の通り。
- 天神北出入口（料金所・ランプ ・インターチェンジ、道程で約4キロメートル）
- 呉服町出入口（料金所・ランプ、道程で約4.5キロメートル）
- 西公園出入口（料金所・ランプ、道程で約5キロメートル）

#### 市道
町域の中央を薬院平尾線が通り、北西に200メートルほど行くと、薬院南公園線（道路愛称：浄水通り）に接続する。

市道の写真
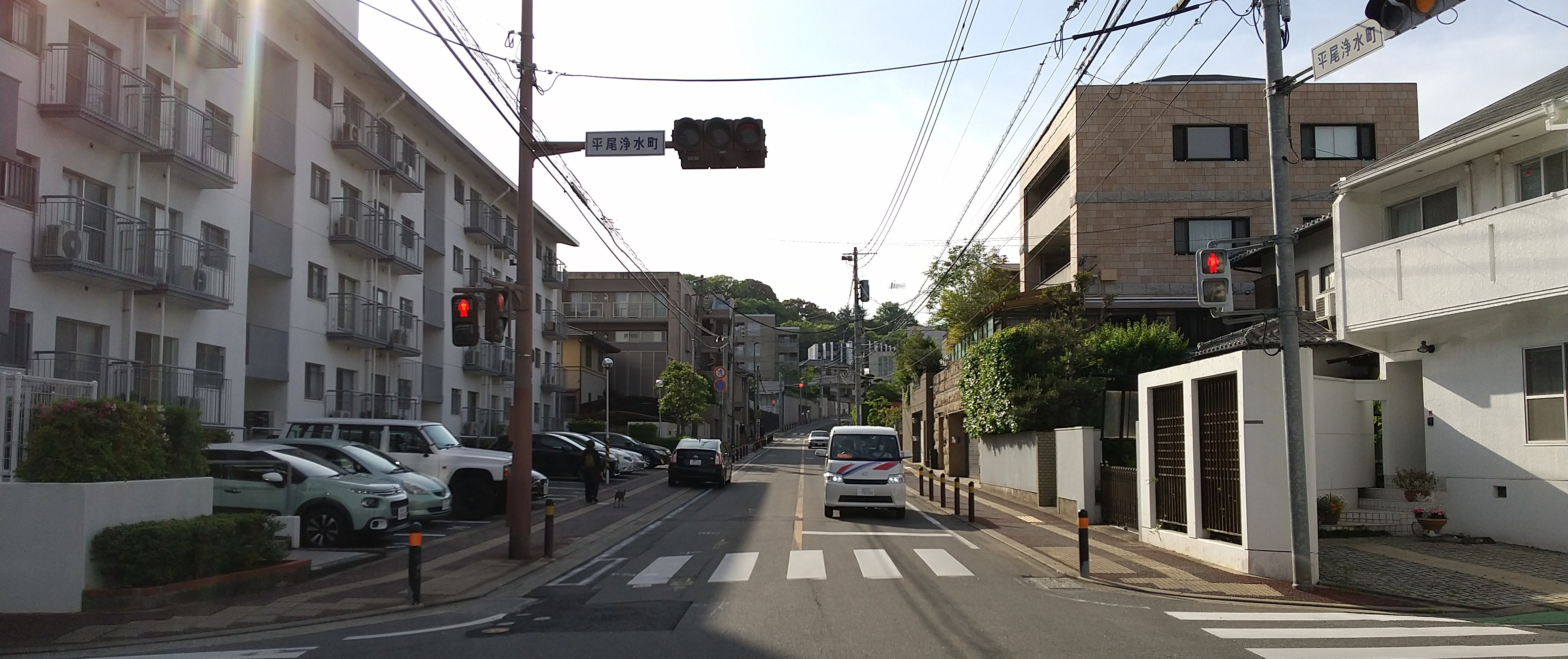
薬院平尾線、平尾浄水町交差点より西北西の眺望

### 鉄道
鉄道については、町域の北方に走る城南線の地下に福岡市交通局が運営する福岡市地下鉄七隈線が通っており、鉄道駅は町外であるが、最寄りの駅は次の通り。
- 薬院大通駅（距離は道程で約1キロメートル）
- 桜坂駅（同約1.1キロメートル）

また、町域の西方に西日本鉄道が運営する西鉄天神大牟田線が通っており、鉄道駅は町外であるが、最寄りの駅は次の通り。
- 薬院駅（距離は道程で約1.5キロメートル）
- 西鉄平尾駅（同約1.2キロメートル）

### バス
バスについては、西日本鉄道株式会社が運営する西鉄バスが近くに走る幹線道路で運行しており、次の停留所がある。
- 浄水通り沿い：教会前（距離は道程で約0.3キロメートル）
- 桧原比恵線沿い：南山荘通（同約0.5キロメートル）、山荘通（同約0.6キロメートル）

## 施設

### 教育施設
町内に公立の小・中学校は存在しないが、校区については次のとおり。
- 小学校：福岡市立平尾小学校[注釈 2]
- 中学校：福岡市立平尾中学校[注釈 3]